# Pediacus japonicus
Pediacus japonicus is een keversoort uit de familie platte schorskevers (Cucujidae). De wetenschappelijke naam van de soort werd in 1874 gepubliceerd door Edmund Reitter.